# Cullen Sculpture Garden

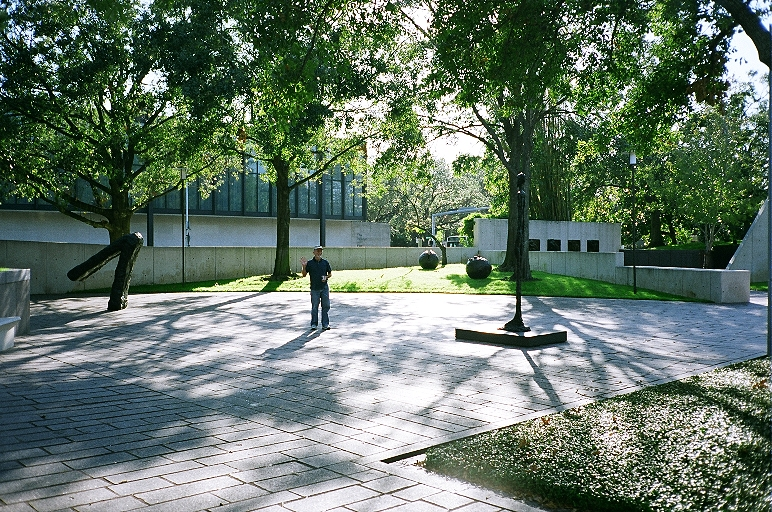
Het beeldenpark

The Lillie and Hugh Roy Cullen Sculpture Garden of Cullen Sculpture Garden is onderdeel van het Museum of Fine Arts (Houston), gelegen aan de Montrose Boulevard in Houston, Texas/Verenigde Staten.

## Geschiedenis
Het beeldenpark is ontworpen door de architect en beeldhouwer Isamu Noguchi en aangelegd tussen 1979 en 1985 en dient als de buitengalerij van het Museum of Fine Arts in de Texaanse stad Houston. Het park werd in april 1986 voor het publiek geopend en toont sculpturen uit de negentiende en twintigste eeuw.

## Collectie
1. Auguste Rodin: L'homme qui marche 1899-1900/1905 (cast 1962)
2. Émile-Antoine Bourdelle: Adam 1888/89
3. Henri Matisse: Nu de dos I 1909 (cast 1963)
4. Aristide Maillol: Flora, nue 1910 (cast 1960/5)
5. Raymond Duchamp-Villon: Le grand cheval 1914
6. Marino Marini: Il pellegrino 1939
7. Louise Bourgeois: Quarantania I 1947-1953/1981 (cast 1984)
8. Lucio Fontana: Spatial Concept, Nature, Nos. 18 & 28 1959/60 (cast 1965)
9. Alberto Giacometti: Grande femme debout I 1960
10. David Smith: Two Circle Sentinel 1961
11. Alexander Calder: The Crab 1962
12. Joan Miró: Oiseau 1968 (cast 1981)
13. Bryan Hunt:  Arch Falls 1981
14. Mimmo Paladiro: The Sound of Night 1986
15. Anthony Caro: Argentine 1986
16. Ellsworth Kelly: Houston Triptych 1986
17. Frank Stella: Decanter 1987
18. DeWitt Godfrey: Untitled 1989
19. Joel Shapiro: Untitled 1990
20. Tony Cragg: New Forms 1991/92
21. Joseph Havel: Exhaling Pearls 1993
22. Jim Love: Can Johnny Come Out and Play 1999
23. Linda Ridgeway: The Dance 2000

## Fotogalerij

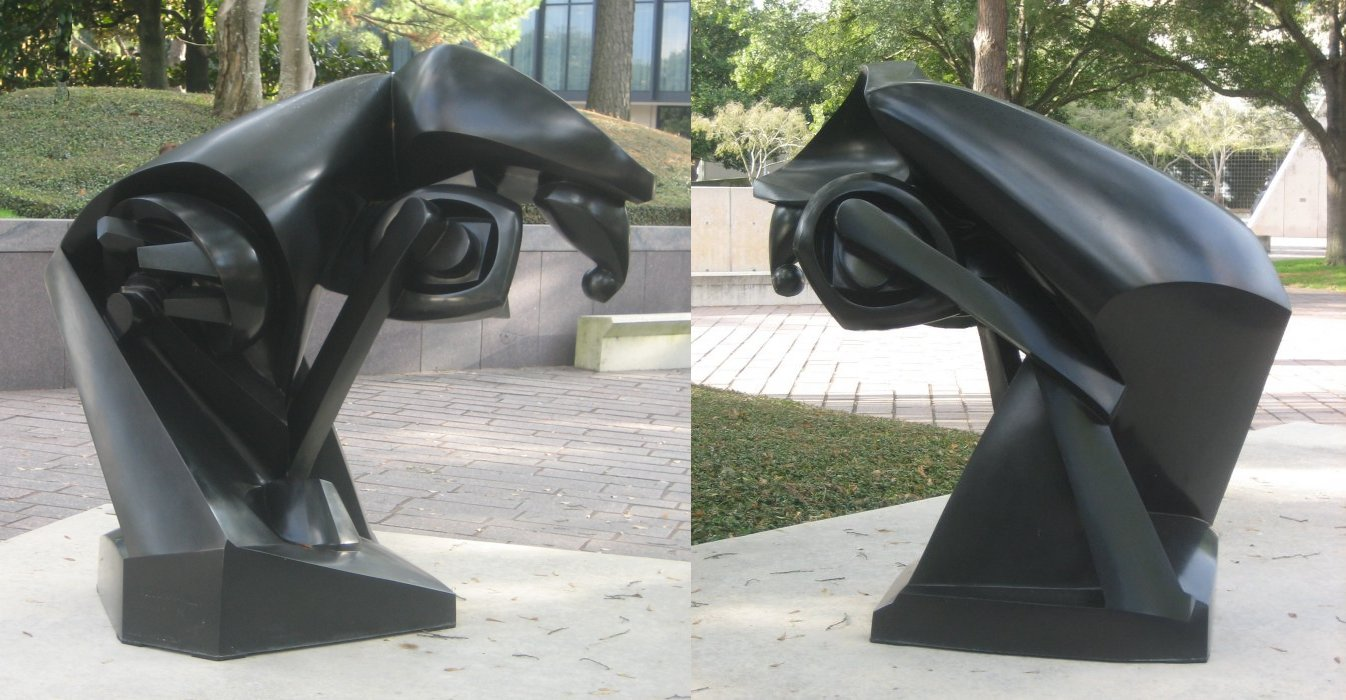
Grand cheval (1914), Museum of Fine Arts in Houston
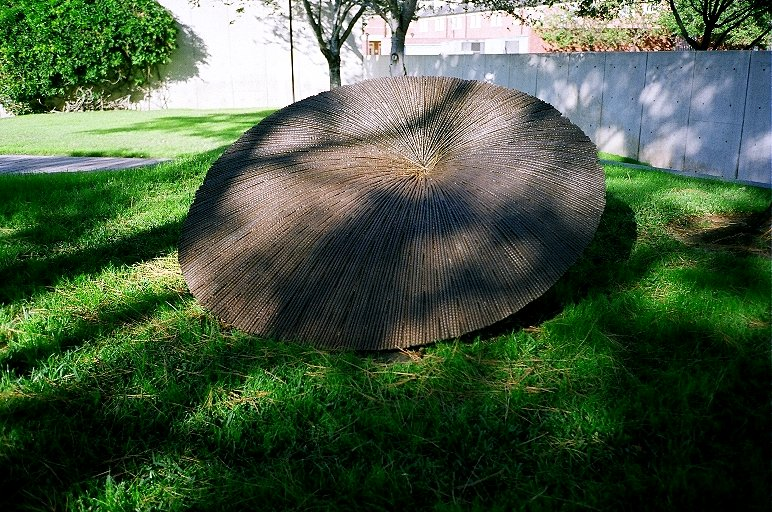
Sculptuur van DeWitt Godfrey